# Lekkoatletyka na Igrzyskach Frankofońskich 1989
Lekkoatletyka na Igrzyskach Frankofońskich 1989 – zawody lekkoatletycznie jakie miały miejsce w dniach 12 – 17 lipca 1989 w stolicy Maroko - Casablance na stadionie Stade Mohamed V. Lekkoatletyka została rozegrana po raz pierwszy historii Igrzysk Frankofońskich. Tabelę medalową zawodów lekkoatletycznych wygrali reprezentanci Francji (58 medali - w tym 20 złotych). 

## Medaliści

### Mężczyźni
| Konkurencja           |                                                                                      | Rezultat |                                                                                   | Rezultat |                                               | Rezultat |
| --------------------- | ------------------------------------------------------------------------------------ | -------- | --------------------------------------------------------------------------------- | -------- | --------------------------------------------- | -------- |
| 100 m                 | Daniel Sangouma                                                                      | 10.17    | Bruno Marie-Rose                                                                  | 10.18    | Max Morinière                                 | 10.29    |
| 200 m                 | Daniel Sangouma                                                                      | 20.20    | Bruno Marie-Rose                                                                  | 20.58    | Jean-Charles Trouabal                         | 20.71    |
| 400 m                 | Gabriel Tiacoh                                                                       | 44.93    | Anton Skerritt                                                                    | 46.10    | Hachim Ndiaye                                 | 46.28    |
| 800 m                 | Moussa Fall                                                                          | 1:46.78  | Faouzi Lahbi                                                                      | 1:47.08  | Babacar Niang                                 | 1:47.18  |
| 1500 m                | Hassan Ouhrouch                                                                      | 3:40.25  | Eric Dubus                                                                        | 3:40.54  | Mustapha Lachaal                              | 3:40.58  |
| 5000 m                | Saïd Aouita                                                                          | 13:36.19 | Khalid Skah                                                                       | 13:39.01 | Mohamed Issangar                              | 13:47.89 |
| 10 000 m              | Brahim Boutayeb                                                                      | 28:53.11 | Hammou Boutayeb                                                                   | 28:55.61 | Jean-Louis Prianon                            | 29:20.00 |
| Maraton               | Youssouf Doukal                                                                      | 2:19:18  | Abdi Doudoub                                                                      | 2:23:10  | Mohamed Abdi                                  | 2:25:54  |
| 110 m ppł             | Philippe Aubert                                                                      | 13.84    | Vincent Clarico                                                                   | 13.96    | Judex Lefou                                   | 14.06    |
| 400 m ppł             | Amadou Dia Bâ                                                                        | 49.47    | Philippe Gonigam                                                                  | 49.89    | John Graham                                   | 50.12    |
| 3000 m z przeszkodami | Graeme Fell                                                                          | 8:27.91  | Bruno Le Stum                                                                     | 8:29.82  | Joseph Mahmoud                                | 8:30.60  |
| Sztafeta 4×100 m      | Francja · Max Morinière · Daniel Sangouma · Jean-Charles Trouabal · Bruno Marie-Rose | 38.75    | Kanada · ? · ? · ? · ?                                                            | 40.07    | Wybrzeże Kości Słoniowej · ? · ? · ? · ?      | 40.31    |
| Sztafeta 4×400 m      | Senegal · Ibou Faye · Babacar Niang · Moussa Fall · Hachim Ndiaye                    | 3:04.69  | Francja · Emmanuel Esdras · Pascal Maran · Jacques Farraudière · Philippe Gonigam | 3:06.24  | Kanada · ? · ? · John Graham · Anton Skerritt | 3:06.93  |
| Chód na 20 km         | Guillaume Leblanc                                                                    | 1:27:27  | Jean-Claude Corré                                                                 | 1:28:39  | Thierry Toutain                               | 1:35:08  |
| Skok wzwyż            | Jean-Charles Gicquel                                                                 | 2.22     | Joël Vincent                                                                      | 2.19     | Dominique Hernandez                           | 2.19     |
| Skok o tyczce         | Ferenc Salbert                                                                       | 5.65     | Jean-Marc Tailhardat                                                              | 5.50     | Philippe d'Encausse                           | 5.35     |
| Skok w dal            | Edrick Floreal                                                                       | 7.84     | Glenroy Gilbert                                                                   | 7.79     | Norbert Brige                                 | 7.75     |
| Trójskok              | Toussaint Rabenala                                                                   | 16.97    | Pierre Camara                                                                     | 16.87    | Edrick Floreal                                | 16.69    |
| Pchnięcie kulą        | Luc Viudès                                                                           | 19.11    | Patrick Journoud                                                                  | 17.64    | Lorne Hilton                                  | 17.55    |
| Rzut dyskiem          | Patrick Journoud                                                                     | 58.76    | Ray Lazdins                                                                       | 56.14    | Sandor Katona                                 | 52.36    |
| Rzut młotem           | Raphaël Piolanti                                                                     | 73.16    | Walter Ciofani                                                                    | 72.18    | Frédéric Kuhn                                 | 72.12    |
| Rzut oszczepem        | Jean-Paul Lakafia                                                                    | 73.38    | Pascal Lefevre                                                                    | 72.80    | Alain Storaci                                 | 70.04    |
| Dziesięciobój         | Mike Smith                                                                           | 8160 pkt | Abdennacer Moumen                                                                 | 7330 pkt | Richard Hesketh                               | 7297 pkt |

### Kobiety
| Konkurencja      |                                                                                      | Rezultat |                        | Rezultat |                                                                                          | Rezultat |
| ---------------- | ------------------------------------------------------------------------------------ | -------- | ---------------------- | -------- | ---------------------------------------------------------------------------------------- | -------- |
| 100 m            | Laurence Bily                                                                        | 11.14    | Patricia Girard        | 11.25    | Lalao Ravaonirina                                                                        | 11.35    |
| 200 m            | Marie-José Pérec                                                                     | 22.60    | Lalao Ravaonirina      | 23.26    | Odile Singa                                                                              | 23.47    |
| 400 m            | Jillian Richardson                                                                   | 51.79    | Charmaine Crooks       | 52.02    | Néné Tandian                                                                             | 52.08    |
| 800 m            | Brit Lind-Petersen                                                                   | 2:05.03  | Renée Belanger         | 2:05.24  | Fatima Maama                                                                             | 2:05.41  |
| 1500 m           | Fatima Aouam                                                                         | 4:11.15  | Robyn Meagher          | 4:13.71  | Paula Schnurr                                                                            | 4:16.12  |
| 3000 m           | Fatima Aouam                                                                         | 9:06.70  | Marcianne Mukamurenzi  | 9:10.71  | Alison Wiley                                                                             | 9:10.76  |
| 10 000 m         | Marcianne Mukamurenzi                                                                | 34:18.84 | Hassania Darami        | 34:20.75 | Odile Ohier                                                                              | 34:31.72 |
| Maraton          | Rakiya Maraoui                                                                       | 2:47:01  | Cindy New              | 2:47:38  | Maryse Justin                                                                            | 2:54:50  |
| 100 m ppł        | Monique Éwanjé-Épée                                                                  | 12.92    | Anne Piquereau         | 12.99    | Christine Hurtlin                                                                        | 13.24    |
| 400 m ppł        | Hélène Huart                                                                         | 56.92    | Corinne Pierre-Joseph  | 57.10    | Marie Womplou                                                                            | 57.78    |
| Sztafeta 4×100 m | Francja Laurence Bily Patricia Girard Françoise Leroux Marie-Christine Dubois        | 43.38    | Kanada · ? · ? · ? · ? | 45.04    | Belgia · ? · ? · ? · ?                                                                   | 45.24    |
| Sztafeta 4×400 m | Francja · Ketty Régent-Talbot · Évelyne Élien · Corinne Pierre-Joseph · Hélène Huart | 3:31.89  | Kanada · ? · ? · ? · ? | 3:32.96  | Wybrzeże Kości Słoniowej · Alimata Koné · Louise Koré · Marie Womplou · Célestine N'Drin | 3:37.58  |
| Skok wzwyż       | Maryse Éwanjé-Épée                                                                   | 1.88     | Linda Cameron          | 1.86     | Leslie Estwick Beatrice Landes                                                           | 1.81     |
| Skok w dal       | Florence Colle                                                                       | 6.56     | Géraldine Bonnin       | 6.25     | Françoise Cochard                                                                        | 6.23     |
| Pchnięcie kulą   | Léone Bertimon                                                                       | 15.70    | Martine Jean-Michel    | 15.42    | Brigitte De Leeuw                                                                        | 15.18    |
| Rzut dyskiem     | Agnès Teppe                                                                          | 54.94    | Catherine Beauvais     | 52.40    | Hanan Ahmed Khaled                                                                       | 50.60    |
| Rzut oszczepem   | Lorri LaRowe                                                                         | 55.14    | Christine Gravier      | 53.12    | Faye Roblin                                                                              | 51.82    |
| Siedmiobój       | Donna Smellie                                                                        | 5622 pkt | Catherine Bond         | 5588 pkt | Hélène Bossé                                                                             | 5448 pkt |

## Tabela medalowa zawodów
| Poz. | Państwo                  |    |    |    | Łącznie |
| ---- | ------------------------ | -- | -- | -- | ------- |
| 1    | Francja                  | 20 | 21 | 17 | 58      |
| 2    | Kanada                   | 8  | 11 | 9  | 28      |
| 3    | Maroko                   | 6  | 5  | 3  | 14      |
| 4    | Senegal                  | 3  | 0  | 3  | 6       |
| 5=   | Dżibuti                  | 1  | 1  | 1  | 3       |
| 5=   | Madagaskar               | 1  | 1  | 1  | 3       |
| 7    | Rwanda                   | 1  | 1  | 0  | 2       |
| 8    | Wybrzeże Kości Słoniowej | 1  | 0  | 3  | 4       |
| 9    | Quebec                   | 0  | 1  | 0  | 1       |
| 10=  | Belgia                   | 0  | 0  | 2  | 2       |
| 10=  | Mauritius                | 0  | 0  | 2  | 2       |
| 12   | Egipt                    | 0  | 0  | 1  | 1       |
| Poz. | Łącznie                  | 41 | 41 | 42 | 124     |